# Ibn Úmar
Abdullah ibn Úmar (en árabe: عبدالله بن عمر بن الخطاب) (c. 610-693) fue hijo del segundo califa Úmar ibn al-Jattab. Fue una reputada autoridad en la ciencia del hadiz y la ley.

## Biografía
Abd-Allah ibn Úmar nació alrededor de 610 en La Meca, siendo hijo de Úmar ibn al-Jattab y de su esposa Zainab bint Mazaun Jamiah.
Siendo todavía joven, se casó con una mujer a la que amaba, pero de la que tuvo que divorciarse a instancias de su padre, y de Mahoma.
Cuando su padre fue Califa en 634, Ibn Úmar se casó con Safiya bint Abi Ubayd, con la que tuvo siete hijos: Abu Bakr, Abu Ubayda, Waqid, Abdullah, Úmar, Hafsa and Sawda.
Ibn Úmar participó en las guerras islámicas en Irak, Persia y Egipto, pero permaneció neutral en la primera guerra civil.: 30  En 656, evitó que su hija Hafsa siguiera a Aisha en la batalla del Camello.
Abdullah ibn Úmar murió en La Meca en 693 (74 AH).